# Grand Prix Hiszpanii 1933
Grand Prix Hiszpanii 1933 (oryg. VIII Gran Premio de España) – jeden z wyścigów Grand Prix rozegranych w 1933 roku, a piąty spośród tzw. Grandes Épreuves.

## Lista startowa
Na niebieskim tle kierowcy, którzy nie wzięli udziału w kwalifikacjach, lecz współdzielili samochód w czasie wyścigu
| Nr | Kierowca                | Zespół                        | Samochód             | Silnik             |   |
| -- | ----------------------- | ----------------------------- | -------------------- | ------------------ | - |
| 2  | Juan Zanelli            | prywatny                      | Alfa Romeo Monza     | Alfa Romeo 2.3 S-8 | ? |
| 4  | William Grover-Williams | Automobiles E. Bugatti        | Bugatti T59          | Bugatti 2.8 S-8    | ? |
| 6  | Eugenio Siena           | Scuderia Ferrari              | Alfa Romeo Monza     | Alfa Romeo 2.6 S-8 | ? |
| 8  | Marcel Lehoux           | prywatny                      | Bugatti T51          | Bugatti 2.3 S-8    | ? |
| 10 | Luigi Fagioli           | Scuderia Ferrari              | Alfa Romeo Tipo B/P3 | Alfa Romeo 2.6 S-8 | ? |
| 18 | Achille Varzi           | Automobiles E. Bugatti        | Bugatti T59          | Bugatti 2.8 S-8    | ? |
| 22 | Philippe Étancelin      | prywatny                      | Alfa Romeo Monza     | Alfa Romeo 2.3 S-8 | ? |
| 24 | Piero Taruffi           | Officine Alfieri Maserati     | Maserati 8CM         | Maserati 3.0 S-8   | ? |
| 26 | René Dreyfus            | Automobiles E. Bugatti        | Bugatti T59          | Bugatti 2.8 S-8    | ? |
| 28 | Emil Frankl             | prywatny                      | Bugatti T35B         | Bugatti 2.3 S-8    | ? |
| 30 | Jean-Pierre Wimille     | Sommer-Wimille Sommer-Wimille | Alfa Romeo Monza     | Alfa Romeo 2.3 S-8 | ? |
| 32 | Goffredo Zehender       | Officine Alfieri Maserati     | Maserati 8CM         | Maserati 3.0 S-8   | ? |
| 34 | Benoît Falchetto        | prywatny                      | Bugatti T51          | Bugatti 2.3 S-8    | ? |
| 36 | Tazio Nuvolari          | Officine Alfieri Maserati     | Maserati 8CM         | Maserati 3.0 S-8   | ? |
| 38 | Louis Chiron            | Scuderia Ferrari              | Alfa Romeo Tipo B/P3 | Alfa Romeo 2.6 S-8 | ? |
| Nr | Kierowca                | Zespół                        | Samochód             | Silnik             |   |

## Wyniki

### Wyścig
Źródło: kolumbus.fi
| P                                                     | + / –     | Nr | Kierowca                | Konstruktor | Okr. | Czas / Strata      | Komentarz |
| ----------------------------------------------------- | --------- | -- | ----------------------- | ----------- | ---- | ------------------ | --------- |
| 1                                                     | 13        | 38 | Louis Chiron            | Alfa Romeo  | 30   | 3h50:57,40         |           |
| 2                                                     | 2         | 10 | Luigi Fagioli           | Alfa Romeo  | 30   | +4:24,4            |           |
| 3                                                     | Bez zmian | 8  | Marcel Lehoux           | Bugatti     | 30   | +0:21:52,4         |           |
| 4                                                     | 1         | 18 | Achille Varzi           | Bugatti     | 30   | +0:23:17,0         |           |
| 5                                                     | 5         | 30 | Jean-Pierre Wimille     | Alfa Romeo  | 30   | +0:24:00,0         |           |
| 6                                                     | 2         | 26 | René Dreyfus            | Bugatti     | 29   | +1 okr             |           |
| Niesklasyfikowani                                     |           |    |                         |             |      |                    |           |
|                                                       |           | 22 | Philippe Étancelin      | Alfa Romeo  | 27   | Przebita opona     |           |
|                                                       |           | 2  | Juan Zanelli            | Alfa Romeo  | 20   |                    |           |
|                                                       |           | 36 | Tazio Nuvolari          | Maserati    | 19   | Wypadek            |           |
|                                                       |           | 24 | Piero Taruffi           | Maserati    | 18   | Wypadek            |           |
|                                                       |           | 34 | Benoît Falchetto        | Bugatti     | 13   |                    |           |
|                                                       |           | 32 | Goffredo Zehender       | Maserati    | 13   |                    |           |
|                                                       |           | 28 | Emil Frankl             | Bugatti     | 7    | Wypadek            |           |
|                                                       |           | 6  | Eugenio Siena           | Alfa Romeo  | 5    |                    |           |
| Nie wystartowali / niedopuszczeni do ponownego startu |           |    |                         |             |      |                    |           |
|                                                       |           | 4  | William Grover-Williams | Bugatti     |      | Wypadek w treningu |           |
| P                                                     | + / –     | Nr | Kierowca                | Konstruktor | Okr. | Czas / Strata      | Komentarz |

### Najszybsze okrążenie
Źródło: teamdan.com
| Nr | Kierowca       | Konstruktor | Czas   | Okr. |
| -- | -------------- | ----------- | ------ | ---- |
| 36 | Tazio Nuvolari | Maserati    | 6:41,2 | 14   |